# 小松陽平
小松 陽平（こまつ ようへい、1997年11月2日 - ）は、日本の元陸上競技選手。北海道札幌市出身。東海大学体育学部卒業。

## 経歴
中学校は札幌市立厚別中学校、高校は東海大学付属第四高等学校を経て、
2016年に東海大学に進学する。
大学3年時に、第95回箱根駅伝で8区で出場。第73回の古田哲弘の記録 (1時間4分05秒) を22年ぶりに更新する区間新記録 (1時間03分49秒) を樹立し、東海大学の総合優勝に大きく貢献をした。同大会の金栗四三杯 (大会MVP) も受賞。4年時の第96回箱根駅伝でも8区を担当。自身の持つ区間記録には及ばず東海大学も優勝を逃したが、同大学初の復路優勝に貢献した。
東海大学を卒業後はプレス工業に入社し2021年に日立物流(現・ロジスティード)へ移籍した。そして2024年3月に現役を引退した。

## 戦績・記録

### 大学三大駅伝戦績
| 学年               | 出雲駅伝                 | 全日本大学駅伝              | 箱根駅伝                                   |
| ------------------ | ------------------------ | --------------------------- | ------------------------------------------ |
| 1年生 （2016年度） | 第28回 ー － ー 出走なし | 第48回 ー － ー 出走なし    | 第93回 ー － ー 出走なし                   |
| 2年生 （2017年度） | 第29回 ー － ー 出走なし | 第49回 ー － ー 出走なし    | 第94回 ー － ー 出走なし                   |
| 3年生 （2018年度） | 第30回 ー － ー 出走なし | 第50回 ー － ー 出走なし    | 第95回 8区-区間賞 1時間03分49秒 区間新記録 |
| 4年生 （2019年度） | 第31回 ー － ー 出走なし | 第51回 1区-区間3位 27分58秒 | 第96回 8区-区間賞 1時間04分24秒            |

## 自己ベスト
- 1500m - 8分44秒86（2017年8月9日：第9回東海大学種目別競技会）
- 5000m - 13分36秒28（2022年7月16日：ホクレン・ディスタンスチャレンジ千歳大会）
- 10000m - 28分35秒63（2017年12月2日：第261回日本体育大学長距離競技会）
- ハーフマラソン - 1時間01分57秒（2022年2月13日：第50回全日本実業団ハーフマラソン）